# Ermita de Nuestra Señora de las Nieves (Porcieda)
La ermita de Nuestra Señora de las Nieves es un templo católico ubicado en el despoblado de Porcieda, en la Vega de Liébana (Cantabria). 

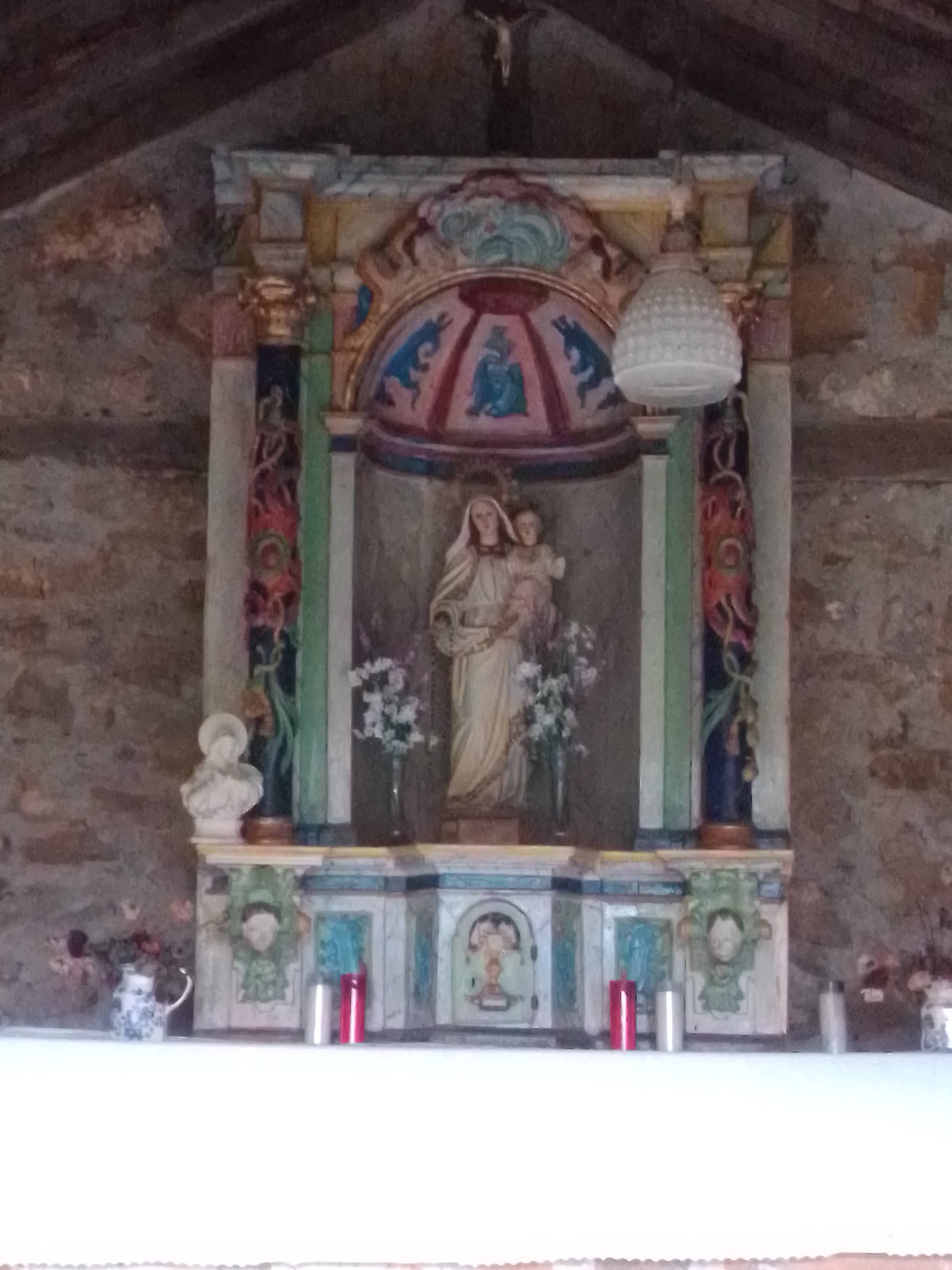
Imagen de la Virgen de las Nieves

Se trata de una pequeña ermita barroca dedicada a Nuestra Señora de las Nieves. Data de 1752 y sus muros son de mampostería, tiene cubierta de madera y el tejado es a tres aguas, siendo su planta rectangular. La entrada está en el hastial y en la cabecera hay una pequeña espadaña. En el interior hay un retablo moderno con una imagen de la Virgen con el niño Jesús de pie.
Su fiesta se celebra el 5 de agosto, cuando su imagen es trasladada con una romería hasta el vecino pueblo de Tudes.